# Лингмерт, Ёран
Рольф Ёран Лингмерт (швед. Rolf Göran Lingmerth; 11 ноября 1964, Несшё) — профессиональный шведский футболист. Выступал на позиции кикера. В 1987 году выступал в составе клуба НФЛ «Кливленд Браунс». На студенческом уровне играл за команду Северо-Аризонского университета, в 1994 году был включён в его Зал спортивной славы.

## Биография
Ёран Лингмерт родился 11 ноября 1964 года в Несшё в лене Йёнчёпинг. Позднее он переехал в США, окончил старшую школу города Кингсберг в Калифорнии. Затем учился в Северо-Аризонском университете, играл в составе его футбольной команды на позиции кикера. В 1986 году Лингмерт установил рекорд дивизиона I-AA NCAA, забив восемь филд-голов в матче с командой Айдахского университета. В том же сезоне он был включён в состав символической сборной звёзд NCAA. Всего за свою студенческую карьеру реализовал 36 попыток филд-гола и 42 экстрапойнта.
Летом 1987 года Лингмерт принимал участие в сборах клуба «Филадельфия Иглз», затем подписал контракт с «Кливленд Браунс» и сыграл за команду в одном матче регулярного чемпионата НФЛ. Перед стартом сезона 1988 года он отказался от приглашения в лагерь «Баффало Биллс» и принял решение завершить спортивную карьеру. Лингмерт получил диплом и устроился на работу в принадлежавшую выходцами из Норвегии компанию Ping, производившую экипировку для гольфа. В 1994 году его избрали в Зал спортивной славы Северо-Аризонского университета.
По состоянию на 2012 год Лингмерт с семьёй проживал в Делрей-Биче во Флориде.

## Семья
Первой супругой Лингмерта была гольфистка Хезер Фарр, скончавшаяся в 1993 году от рака груди. Вторая жена — Джоан, в браке у них родилось двое сыновей. Племянник Давид профессиональный гольфист, участник соревнований PGA Tour и Олимпийских игр.